# 第二十二屆十大中文金曲得獎名單
第二十二屆十大中文金曲頒獎音樂會得獎名單

## 歌曲獎項

### 十大中文金曲
- 每一個明天 - 陳奕迅
- 對你太在乎 - 陳慧琳
- 真心真意 - 許志安
- 木魚與金魚 - 劉德華
- 抬起我的頭來[註 1] - 楊千嬅
- 非走不可 - 謝霆鋒
- 償還 - 王　菲
- 遊園驚夢 - 郭富城
- 插曲 - 鄭秀文
- 教我如何不愛他[註 1] - 許志安、葉德嫻
- 眼睛想旅行 - 黎　明（退出領獎） [1]
- 左右手 - 張國榮（退出領獎）
- 有個人 - 張學友（退出領獎）

### 最佳中文（流行）歌曲獎
- 郵差 - Adrian Chan

### 最佳中文（流行）歌詞獎
- 陰天 - 李宗盛

### 最佳中文廣告歌曲獎
- 金獎：漣漪 - 陳百強
- 銀獎：渴望無限Ask For More - 郭富城
- 銅獎：心只有你 - 劉德華

### 最愛歡迎卡拉OK歌曲獎
- 插曲 - 鄭秀文

### 最佳原創歌曲獎
- 天氣會變 - 古巨基

### 最佳改編歌曲獎
- 未知 - 容祖兒

### 優秀國語歌曲獎
- 金獎：木魚與金魚 - 劉德華
- 銀獎：許願 - 古巨基、梁詠琪
- 銅獎：有一個姑娘 - 趙　薇

### 全球華人至尊金曲
- 渴望無限Ask For More - 郭富城

## 新人獎項

### 最有前途新人獎
- 男歌手
  - 金獎：王力宏
  - 銀獎：陶　喆
  - 銅獎：何潤東
- 女歌手
  - 金獎：張栢芝
  - 銀獎：容祖兒
  - 銅獎：林心如

## 歌手獎項

### 優秀流行歌手大獎
- 王　菲、許志安、陳奕迅、郭富城、陳慧琳、張學友、蘇永康、鄭秀文、劉德華、謝霆鋒、黎　明（退出領獎）

### 飛躍大獎
- 男歌手
  - 金獎：謝霆鋒
  - 銀獎：許志安
  - 銅獎：陳奕迅

- 女歌手
  - 金獎：陳慧琳
  - 銀獎：張栢芝
  - 銅獎：楊千嬅

| 候選名單 | 候選名單 | 候選名單 | 候選名單 |
| -------- | -------- | -------- | -------- |
| 陳奕迅   | 謝霆鋒   | 古巨基   | 蘇永康   |
| 馬浚偉   | 許志安   | 楊千嬅   | 容祖兒   |
| 陳慧琳   | 莫文蔚   | 張柏芝   | 梁詠琪   |

### 全年最高銷量歌手大獎
- 金獎：劉德華
- 銀獎：鄭秀文
- 銅獎：許志安

### 全年銷量冠軍大獎
- 有個人 - 張學友

### 全球華人最受歡迎歌手獎
- 男歌手：劉德華
- 女歌手：王　菲

## 金針獎
- 張國榮（頒獎嘉賓：陳寶珠）

## 四台聯頒音樂大獎 - 傳媒大獎
- 歌　手：劉德華
- 作曲人：Eric Kwok
- 作詞人：林　夕